# Oak Grove (Karolina Południowa)
Oak Grove – jednostka osadnicza w Stanach Zjednoczonych, w stanie Karolina Południowa, w hrabstwie Lexington.